# RAM Racing
RAM Racing lub RAM – brytyjski konstruktor i zespół wyścigowy, uczestniczący w Formule 1 w latach 1976–1977, 1980 i 1983–1985.

## Wyniki w Formule 1
| Legenda oznaczeń w tabelach wyników Wyświetl szablon na nowej stronie | Legenda oznaczeń w tabelach wyników Wyświetl szablon na nowej stronie                                                                     |
| Oznaczenie                                                            | Wyjaśnienie |
| --------------------------------------------------------------------- | --- |
| Złoty                                                                 | Zwycięzca lub mistrzostwo |
| Srebrny                                                               | 2. miejsce lub wicemistrzostwo |
| Brązowy                                                               | 3. miejsce lub II wicemistrzostwo |
| Zielony                                                               | Ukończył, punktował (w klasyfikacji generalnej, gdy zdobył co najmniej jeden punkt na przestrzeni sezonu, poza trzema powyższymi opcjami) |
| Niebieski                                                             | Ukończył, nie punktował (w klasyfikacji generalnej, gdy nie zdobył co najmniej jednego punktu na przestrzeni sezonu)                      |
| Czerwony                                                              | Nie zakwalifikował się (NZ) |
| Czerwony                                                              | Nie prekwalifikował się (NPK) |
| Różowy                                                                | Nie ukończył (NU) |
| Różowy                                                                | Niesklasyfikowany (NS) (w klasyfikacji generalnej, gdy nie został sklasyfikowany w żadnym wyścigu sezonu)                                 |
| Czarny                                                                | Zdyskwalifikowany (DK) |
| Czarny                                                                | Wykluczony (WYK/EX) |
| Biały                                                                 | Nie wystartował (NW) |
| Biały                                                                 | Kontuzjowany (K/INJ) |
| Biały                                                                 | Wyścig odwołany (OD/C) |
| Bez koloru                                                            | Został wycofany (WYC/WD) |
| Bez koloru                                                            | Nie przybył (NP/DNA) |
| Bez koloru                                                            | Nie brał udziału w treningach (NT/DNP) |
| Bez koloru                                                            | Nie został zgłoszony (–) |
| Pogrubienie                                                           | Start z pole position |
| Kursywa                                                               | Najszybsze okrążenie wyścigu |
| †                                                                     | Nie ukończył, ale jego rezultat został zaliczony ze względu na przejechanie więcej niż 90% dystansu wyścigu.                              |
| *                                                                     | Sezon w trakcie |
| 1/2/3                                                                 | Punktowana pozycja w sprincie kwalifikacyjnym                                                                                             |
| Lista systemów punktacji Formuły 1                                    | |

| Rok  | Konstruktor | Kierowcy          | Wyniki w poszczególnych eliminacjach | Wyniki w poszczególnych eliminacjach | Wyniki w poszczególnych eliminacjach | Wyniki w poszczególnych eliminacjach | Wyniki w poszczególnych eliminacjach | Wyniki w poszczególnych eliminacjach | Wyniki w poszczególnych eliminacjach | Wyniki w poszczególnych eliminacjach | Wyniki w poszczególnych eliminacjach | Wyniki w poszczególnych eliminacjach | Wyniki w poszczególnych eliminacjach | Wyniki w poszczególnych eliminacjach | Wyniki w poszczególnych eliminacjach | Wyniki w poszczególnych eliminacjach | Wyniki w poszczególnych eliminacjach | Wyniki w poszczególnych eliminacjach | Wyniki w poszczególnych eliminacjach | Wyniki w poszczególnych eliminacjach | Wyniki konstruktora | Wyniki konstruktora |
| ---- | ----------- | ----------------- | ------------------------------------ | ------------------------------------ | ------------------------------------ | ------------------------------------ | ------------------------------------ | ------------------------------------ | ------------------------------------ | ------------------------------------ | ------------------------------------ | ------------------------------------ | ------------------------------------ | ------------------------------------ | ------------------------------------ | ------------------------------------ | ------------------------------------ | ------------------------------------ | ------------------------------------ | ------------------------------------ | ------------------- | ------------------- |
| 1976 | Brabham     | Ford Cosworth DFV |                                      | BRA                                  | RPA                                  | USW                                  | ESP                                  | BEL                                  | MON                                  | SWE                                  | FRA                                  | GBR                                  | GER                                  | AUT                                  | HOL                                  | ITA                                  | USA                                  | KAN                                  | JPN                                  |                                      | 0                   | 19                  |
| 1976 | Brabham     | Ford Cosworth DFV | Emilio de Villota                    |                                      |                                      |                                      | NZ                                   |                                      |                                      |                                      |                                      |                                      |                                      |                                      |                                      |                                      |                                      |                                      |                                      |                                      | 0                   | 19                  |
| 1976 | Brabham     | Ford Cosworth DFV | Loris Kessel                         |                                      |                                      |                                      | NZ                                   | 12                                   |                                      | NU                                   | NZ                                   |                                      |                                      | NS                                   |                                      |                                      |                                      |                                      |                                      |                                      | 0                   | 19                  |
| 1976 | Brabham     | Ford Cosworth DFV | Patrick Nève                         |                                      |                                      |                                      |                                      | NU                                   |                                      |                                      |                                      |                                      |                                      |                                      |                                      |                                      |                                      |                                      |                                      |                                      | 0                   | 19                  |
| 1976 | Brabham     | Ford Cosworth DFV | Jac Nelleman                         |                                      |                                      |                                      |                                      |                                      |                                      | NZ                                   |                                      |                                      |                                      |                                      |                                      |                                      |                                      |                                      |                                      |                                      | 0                   | 19                  |
| 1976 | Brabham     | Ford Cosworth DFV | Damien Magee                         |                                      |                                      |                                      |                                      |                                      |                                      |                                      | NZ                                   |                                      |                                      |                                      |                                      |                                      |                                      |                                      |                                      |                                      | 0                   | 19                  |
| 1976 | Brabham     | Ford Cosworth DFV | Bob Evans                            |                                      |                                      |                                      |                                      |                                      |                                      |                                      |                                      | NU                                   |                                      |                                      |                                      |                                      |                                      |                                      |                                      |                                      | 0                   | 19                  |
| 1976 | Brabham     | Ford Cosworth DFV | Lella Lombardi                       |                                      |                                      |                                      |                                      |                                      |                                      |                                      |                                      | NZ                                   | NZ                                   | 12                                   |                                      |                                      |                                      |                                      |                                      |                                      | 0                   | 19                  |
| 1977 | March       | Ford Cosworth DFV |                                      | ARG                                  | BRA                                  | RPA                                  | USW                                  | ESP                                  | MON                                  | BEL                                  | SWE                                  | FRA                                  | GBR                                  | GER                                  | AUT                                  | HOL                                  | ITA                                  | USA                                  | KAN                                  | JPN                                  | 0                   | 13                  |
| 1977 | March       | Ford Cosworth DFV | Boy Hayje                            |                                      |                                      | NU                                   |                                      | NZ                                   | NZ                                   | NS                                   | NZ                                   |                                      |                                      |                                      |                                      | NZ                                   |                                      |                                      |                                      |                                      | 0                   | 13                  |
| 1977 | March       | Ford Cosworth DFV | Mikko Kozarowitzky                   |                                      |                                      |                                      |                                      |                                      |                                      |                                      | NZ                                   |                                      | NPK                                  |                                      |                                      |                                      |                                      |                                      |                                      |                                      | 0                   | 13                  |
| 1977 | March       | Ford Cosworth DFV | Andy Sutcliffe                       |                                      |                                      |                                      |                                      |                                      |                                      |                                      |                                      |                                      | NPK                                  |                                      |                                      |                                      |                                      |                                      |                                      |                                      | 0                   | 13                  |
| 1977 | March       | Ford Cosworth DFV | Michael Bleekemolen                  |                                      |                                      |                                      |                                      |                                      |                                      |                                      |                                      |                                      |                                      |                                      |                                      | NZ                                   |                                      |                                      |                                      |                                      | 0                   | 13                  |
| 1980 | Williams    | Ford Cosworth DFV |                                      | ARG                                  | BRA                                  | RPA                                  | USW                                  | BEL                                  | MON                                  | FRA                                  | GBR                                  | GER                                  | AUT                                  | HOL                                  | ITA                                  | KAN                                  | USA                                  |                                      |                                      |                                      | 120                 | 1                   |
| 1980 | Williams    | Ford Cosworth DFV | Rupert Keegan                        |                                      |                                      |                                      |                                      |                                      |                                      |                                      | 11                                   | NZ                                   | 15                                   | NZ                                   | 11                                   | NZ                                   | 9                                    |                                      |                                      |                                      | 120                 | 1                   |
| 1980 | Williams    | Ford Cosworth DFV | Kevin Cogan                          |                                      |                                      |                                      |                                      |                                      |                                      |                                      |                                      |                                      |                                      |                                      |                                      | NZ                                   |                                      |                                      |                                      |                                      | 120                 | 1                   |
| 1980 | Williams    | Ford Cosworth DFV | Geoff Lees                           |                                      |                                      |                                      |                                      |                                      |                                      |                                      |                                      |                                      |                                      |                                      |                                      |                                      | NZ                                   |                                      |                                      |                                      | 120                 | 1                   |
| 1983 | RAM         | Ford Cosworth DFV |                                      | BRA                                  | USZ                                  | FRA                                  | SMR                                  | MON                                  | BEL                                  | USW                                  | KAN                                  | GBR                                  | GER                                  | AUT                                  | HOL                                  | ITA                                  | EUR                                  | RPA                                  |                                      |                                      | 0                   | 19                  |
| 1983 | RAM         | Ford Cosworth DFV | Eliseo Salazar                       | 14                                   | NU                                   | NZ                                   | NZ                                   | NZ                                   | NZ                                   |                                      |                                      |                                      |                                      |                                      |                                      |                                      |                                      |                                      |                                      |                                      | 0                   | 19                  |
| 1983 | RAM         | Ford Cosworth DFV | Jean-Louis Schlesser                 |                                      |                                      | NZ                                   |                                      |                                      |                                      |                                      |                                      |                                      |                                      |                                      |                                      |                                      |                                      |                                      |                                      |                                      | 0                   | 19                  |
| 1983 | RAM         | Ford Cosworth DFV | Jacques Villeneuve                   |                                      |                                      |                                      |                                      |                                      |                                      |                                      | NZ                                   |                                      |                                      |                                      |                                      |                                      |                                      |                                      |                                      |                                      | 0                   | 19                  |
| 1983 | RAM         | Ford Cosworth DFV | Kenny Acheson                        |                                      |                                      |                                      |                                      |                                      |                                      |                                      |                                      | NZ                                   | NZ                                   | NZ                                   | NZ                                   | NZ                                   | NZ                                   | 12                                   |                                      |                                      | 0                   | 19                  |
| 1984 | RAM         | Hart R4 (t/c)     |                                      | BRA                                  | RPA                                  | BEL                                  | SMR                                  | FRA                                  | MON                                  | KAN                                  | USW                                  | USA                                  | GBR                                  | GER                                  | AUT                                  | HOL                                  | ITA                                  | EUR                                  | POR                                  |                                      | 0                   | 16                  |
| 1984 | RAM         | Hart R4 (t/c)     | Philippe Alliot                      | NU                                   | NU                                   | NZ                                   | NU                                   | NU                                   | NZ                                   | 10                                   | NU                                   | NW                                   | NU                                   | NU                                   | 11                                   | 10                                   | NU                                   | NU                                   | NU                                   |                                      | 0                   | 16                  |
| 1984 | RAM         | Hart R4 (t/c)     | Jonathan Palmer                      | 8                                    | NU                                   | 10                                   | 9                                    | 13                                   | NZ                                   |                                      | NU                                   | NU                                   | NU                                   | NU                                   | 9                                    | 9                                    | NU                                   | NU                                   | NU                                   |                                      | 0                   | 16                  |
| 1984 | RAM         | Hart R4 (t/c)     | Mike Thackwell                       |                                      |                                      |                                      |                                      |                                      |                                      | NU                                   |                                      |                                      |                                      |                                      |                                      |                                      |                                      |                                      |                                      |                                      | 0                   | 16                  |
| 1985 | RAM         | Hart R4 (t/c)     |                                      | BRA                                  | POR                                  | SMR                                  | MON                                  | KAN                                  | USW                                  | FRA                                  | GBR                                  | GER                                  | AUT                                  | HOL                                  | ITA                                  | BEL                                  | EUR                                  | RPA                                  | AUS                                  |                                      | 0                   | 14                  |
| 1985 | RAM         | Hart R4 (t/c)     | Manfred Winkelhock                   | 13                                   | NS                                   | NU                                   | NZ                                   | NU                                   | NU                                   | 12                                   | NU                                   | NU                                   |                                      |                                      |                                      |                                      |                                      |                                      |                                      |                                      | 0                   | 14                  |
| 1985 | RAM         | Hart R4 (t/c)     | Philippe Alliot                      | 9                                    | NU                                   | NU                                   | NZ                                   | NU                                   | NU                                   | NU                                   | NU                                   | NU                                   | NU                                   | NU                                   | NU                                   | NU                                   | NU                                   |                                      |                                      |                                      | 0                   | 14                  |
| 1985 | RAM         | Hart R4 (t/c)     | Kenny Acheson                        |                                      |                                      |                                      |                                      |                                      |                                      |                                      |                                      |                                      | NU                                   | NZ                                   | NU                                   |                                      |                                      |                                      |                                      |                                      | 0                   | 14                  |